# Firlej
Firlej è un comune rurale polacco del distretto di Lubartów, nel voivodato di Lublino.
Ricopre una superficie di 126,37 km² e nel 2007 contava 6 174 abitanti.